# Personální farnost
Personální nebo také osobní farnost (latinsky paroecia personalis) je farnost sdružující křesťany podle obřadu, jazyka, profese, národní příslušnosti apod. - sice též na určitém území, avšak oproti územním farnostem se zpravidla jedná o území poměrně rozsáhlé, například o celou diecézi.
| „               | Farnost ať je zpravidla územní (teritoriální) a zahrnuje věřící určitého území. Kde však je to užitečné, ať jsou ustaveny farnosti osobní, určované obřadem, jazykem, národností nebo jiným důvodem. | “ |
| — kánon 518 CIC | |   |

## Personální farnosti vČeské republice
- Pražská arcidiecéze
  - Římskokatolická akademická farnost Praha - u kostela Nejsvětějšího Salvátora v Praze
  - Polská římskokatolická farnost[1] - u kostela sv. Jiljí v Praze
  - Slovenská římskokatolická farnost[2] - u kostela sv. Jindřicha a Kunhuty v Praze
  - Maďarská římskokatolická farnost - u kostela sv. Jindřicha a Kunhuty v Praze
  - Německá římskokatolická farnost - u kostela svatého Jana Nepomuckého na Skalce v Praze

- Olomoucká arcidiecéze
  - Římskokatolická akademická farnost Olomouc - u kostela Panny Marie Sněžné v Olomouci

- Královéhradecká diecéze
  - Akademická duchovní služba - při kostele Panny Marie v Hradci Králové

- Brněnská diecéze
  - Akademická duchovní služba
- Plzeňská diecéze
  - Personální farnost mimořádného ritu - u kostela sv. Víta v Útvině

- Řeckokatolické personální farnosti
  - Řeckokatolická farnost u Nejsvětější Trojice v Praze (slovenská)[3] - u kostela Nejsvětější Trojice v Praze